# Polyommatus elongata
Polyommatus elongata är en fjärilsart som beskrevs av Courvoisier 1910. Polyommatus elongata ingår i släktet Polyommatus och familjen juvelvingar. Inga underarter finns listade i Catalogue of Life.